# Diocèse de Valledupar
Le diocèse de Valledupar (en latin : Dioecesis Valleduparensis ; en espagnol : Diócesis de Valledupar) est un diocèse de l'Église catholique en Colombie, suffragant de l'archidiocèse de Barranquilla.

## Territoire

Il comprend les municipalités d'Agustín Codazzi, Becerril, Bosconia, Chiriguaná, Curumaní, El Copey, El Paso, La Jagua de Ibirico, La Paz Robles, Manaure Balcón del Cesar,Pueblo Bello, San Diego et Valledupar du département de Cesar et les municipalités de Distracción, El Molino, Fonseca, La Jagua del Pilar, San Juan del Cesar, Urumita et Villanueva du département de La Guajira ce qui représente un territoire de 26 630 km2 divisé en 74 paroisses.
Le siège épiscopal est dans la ville de Valledupar où se trouve la cathédrale Saint-Ecce-Homo, qui est la plus grande église de Colombie. Son vocable vient d'une statue du Christ représenté sous les traits de l'Ecce homo, dont l'histoire est entourée de légende, et qui est considéré comme le patron de Valledupar.

## Historique
Le vicariat apostolique de Valledupar est érigé le 4 décembre 1952 par la constitution apostolique Gravi illa beati du  pape Pie XII par division du vicariat apostolique de la Guajira. La mission d'évangélisation reste confiée aux capucins de Valence (Espagne) comme à l'époque du vicariat de la Guajira.
Il est élevé au rang de diocèse le 25 avril 1969 par la constitution apostolique Qui in beatissimi du pape Paul VI et nommé suffragant de l'archidiocèse de Barranquilla. 
Il cède une portion de son territoire le 17 janvier 2006 pour l'érection du diocèse d'El Banco.
Lorsque le diocèse est créé en 1969, c'est d'abord l'église Notre-Dame-du-Rosairequi sert de cathédrale. En 2013, le diocèse décide de construire une nouvelle cathédrale plus grande pour accueillir les fidèles plus nombreux. Le siège est officiellement transféré à la cathédrale Saint-Ecce-Homo par le décret Excellentissimus de la congrégation pour les évêques du 4 juillet 2019.